# Chaeryŏng
Chaeryŏng (kor. 재령군, Chaeryŏng-gun) – powiat w Korei Północnej, w prowincji Hwanghae Południowe. W 2008 roku liczył 125 631 mieszkańców. Graniczy z powiatami An’ak i Sinch’ŏn od zachodu, Sinwŏn od południa, a także z miastem Sariwŏn i powiatem Ŭnp’a od wschodu. Przez powiat przebiega 117-kilometrowa linia Ŭllyul z miasta Sariwŏn (prowincja Hwanghae Północne) do stacji Ch’ŏlgwang w powiecie Ŭllyul.

## Historia
Przed wyzwoleniem Korei spod okupacji japońskiej powiat składał się z 16 miejscowości (kor. myŏn) oraz 134 wsi (kor. ri). W obecnej formie powstał w wyniku gruntownej reformy podziału administracyjnego w grudniu 1952 roku. W jego skład weszły wówczas tereny należące wcześniej do miejscowości Pungnyul, Namnyul, Chaeryŏng, Ch'ŏngch'ŏn, Jangsu, Sŏho (7 wsi), Samjigang (7 wsi) oraz Ŭllyul (5 wsi). Powiat Chaeryŏng składał się wówczas z jednego miasteczka (Chaeryŏng-ŭp) i 27 wsi.

## Podział administracyjny powiatu
W skład powiatu wchodzą następujące jednostki administracyjne:
| Nazwa jednostki administracyjnej | Rodzaj jednostki administracyjnej | Hangul       | Hancha       |
| -------------------------------- | --------------------------------- | ------------ | ------------ |
| Chaeryŏng-ŭp                     | miasteczko                        | 재령읍       | 載寧邑       |
| Kŭmsan-rodongjagu                | dzielnica robotnicza              | 금산로동자구 | 金山勞動者區 |
| Chaech'ŏn-ri                     | wieś                              | 재천리       | 財泉里       |
| Changguk-ri                      | wieś                              | 장국리       | 墻菊里       |
| Ch'ŏngch'ŏn-ri                   | wieś                              | 청천리       | 清川里       |
| Ch'ŏnma-ri                       | wieś                              | 천마리       | 川磨里       |
| Kanggyo-ri                       | wieś                              | 강교리       | 江橋里       |
| Kimjewŏn-ri                      | wieś                              | 김제원리     | 金濟元里     |
| Kosan-ri                         | wieś                              | 고산리       | 孤山里       |
| Kulhae-ri                        | wieś                              | 굴해리       | 屈海里       |
| Namji-ri                         | wieś                              | 남지리       | 南芝里       |
| Pongch’ŏn-ri                     | wieś                              | 봉천리       | 蓬泉里       |
| Pong’o-ri                        | wieś                              | 봉오리       | 鳳梧里       |
| Pudŏk-ri                         | wieś                              | 부덕리       | 富德里       |
| Pukji-ri                         | wieś                              | 북지리       | 北芝里       |
| Pyŏksan-ri                       | wieś                              | 벽산리       | 碧山里       |
| Raerim-ri                        | wieś                              | 래림리       | 來臨里       |
| Ryonggyo-ri                      | wieś                              | 룡교리       | 龍橋里       |
| Samjigang-ri                     | wieś                              | 삼지강리     | 三支江里     |
| Singot-ri                        | wieś                              | 신곶리       | 新串里       |
| Sinhwanp’o-ri                    | wieś                              | 신환포리     | 新換浦里     |
| Sŏkt’an-ri                       | wieś                              | 석탄리       | 石灘里       |
| Sŏrim-ri                         | wieś                              | 서림리       | 西林里       |
| Sŏwŏn-ri                         | wieś                              | 서원리       | 書院里       |
| Tongsinhŭng-ri                   | wieś                              | 동신흥리     | 東新興里     |
| Yanggye-ri                       | wieś                              | 양계리       | 陽溪里       |